# 埃爾布里奇鎮區 (密歇根州)
埃爾布里奇鎮區（英語：Elbridge Township）是位於美國密歇根州奧希阿納縣的一個行政鎮區。

## 地方資料
埃爾布里奇鎮區的面積為93.90平方千米，當中陸地面積為93.70平方千米，而水域面積為0.20平方千米。根據2020年美國人口普查的數據，當地共有人口999人，而人口密度為每平方千米10.64人。